# 2285 Ron Helin
2285 Ron Helin (1976 QB) là một tiểu hành tinh vành đai chính được phát hiện ngày 27 tháng 8 năm 1976 bởi S. J. Bus ở Palomar.